# Elisabeth von Rieneck

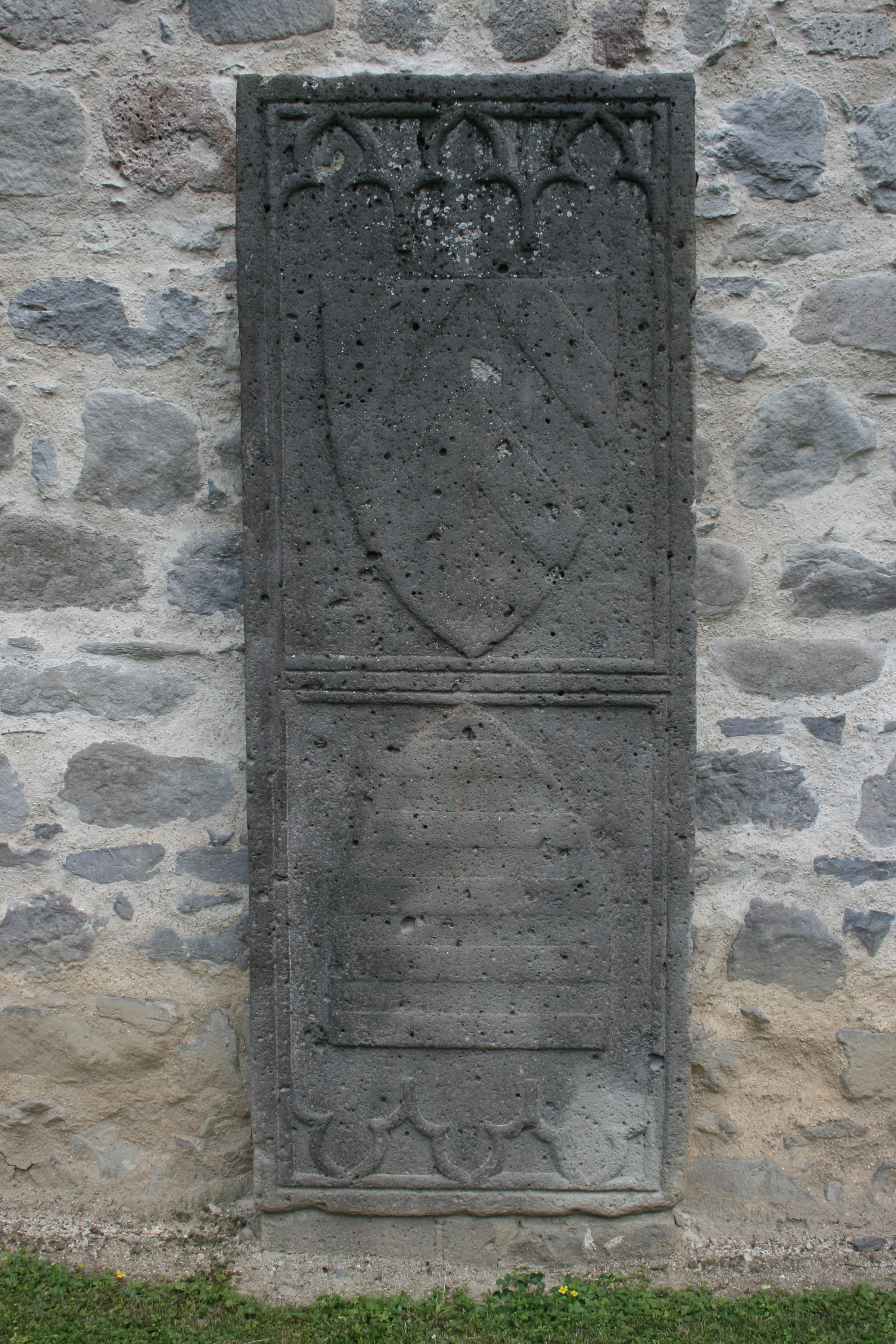
Grabplatte der Elisabeth von Rieneck im Kloster Arnsburg. Im oberen Schild die Hanauer Sparren, im unteren die Rienecker Balken.

Elisabeth von Rieneck (* um 1260; † um 1300) war die Tochter des Grafen Ludwig III. von Rieneck.
In der Auseinandersetzung zwischen den Mainzer Erzbischöfen und den Grafen von Rieneck um die Macht im westlichen Spessart stand Reinhard I. von Hanau auf der Seite der Erzbischöfe. Der lang anhaltende Konflikt wurde 1271 mit einem Sieg des Mainzer Erzbischofs Werner von Eppstein beendet. Teil des Friedensschlusses war, dass Elisabeth, mit reicher Aussteuer, zu der unter anderem die Stadt Steinau an der Straße gehörte, und unter ihrem Stand (!), mit dem ältesten Sohn Reinhards I., Ulrich I., verheiratet wurde. Allerdings scheint, da die Familie der Mutter des Bräutigams, Adelheid von Münzenberg, „nur“ eine Ministerialenfamilie war, Bedingung gewesen zu sein, dass dieser „Makel“ hinsichtlich der Ebenbürtigkeit Ulrichs I. zunächst getilgt wurde. Am 25. Oktober 1273 erhebt König Rudolf I. Adelheid in den Adelsstand. Bereits am 2. Oktober 1272 wurden Elisabeth und Ulrich verlobt. Beide waren zu diesem Zeitpunkt noch Kinder oder Jugendliche, denn die Hochzeit sollte erst nach sechs Jahren stattfinden. Die biografischen Daten weichen in den verschiedenen Literaturstellen voneinander ab. Die Mitgift der Gräfin Elisabeth stärkte die Position der Herrschaft Hanau erheblich. Deren genauer Umfang lässt sich – Urkunden darüber sind verloren – nicht feststellen.
Gemeinsame Kinder von Elisabeth und Ulrich waren:
1. Ulrich II. von Hanau (* ca. 1280/1288, † 1346)
2. Adelheid († vor 1325), verheiratet mit Konrad von Weinsberg
3. Konrad, Pfründner des Klosters Fulda (erwähnt 1343)

Elisabeth wurde im Kloster Arnsburg, der Familiengrabstätte der Familie von Hanau, beigesetzt. Die Grabplatte ist erhalten.

## Nachweise
1. ↑  Ruf: Hanau und Rieneck. 1986, S. 304.
2. ↑  Ruf: Die Grafen von Rieneck. 1984, S. 59f.
3. ↑  Gärtner: Das Kloster Arnsburg in der Wetterau. 1989, S. 10
4. ↑  Elisabeth von Hanau geb. von Rieneck, 14. Jahrhundert, Arnsburg. Grabdenkmäler in Hessen bis 1650 (Stand: 14. Dezember 2011). In: Landesgeschichtliches Informationssystem Hessen (LAGIS). Hessisches Institut für Landesgeschichte, abgerufen am 2. September 2013.

| Personendaten    | Personendaten                                       |
| ---------------- | --------------------------------------------------- |
| NAME             | Elisabeth von Rieneck                               |
| KURZBESCHREIBUNG | Gräfin von Rieneck und Ehefrau des Herren von Hanau |
| GEBURTSDATUM     | um 1260                                             |
| STERBEDATUM      | um 1300                                             |